# Split Personality
Split Personality es el quinto álbum de estudio por All-4-One. Fue sólo lanzado en Japón el 31 de mayo de 2004.

## Lista de canciones
1. "Someone Who Lives In Your Heart"
2. "I Just Wanna Be Your Everything"
3. "I Prayed 4 U"
4. "Like That"
5. "Men Are Not Supposed To Cry"
6. "Here Is My Heart"
7. "Get It Right"
8. "Why"
9. "One More Day"
10. "Workin' On Me"
11. "Movin' On"
12. "Bridge Over Troubled Waters"
13. "2 Sides 2 Every Story"
14. "Quedetha"